# Louise Dellano y Velasco
Pour les articles homonymes, voir Dellano et Velasco.
Louise de Llano, née Louise Dellano y Velasco, est une religieuse cistercienne qui fut la 39e abbesse de l'abbaye de la Cambre en Belgique.

## Galerie

L’abbesse Louise Dellano y Velasco fait tracer cinq terrasses de jardins à la française reliées par des escaliers monumentaux

## Héraldique
écartelé: au I échiqueté d'or et de vair (Velasco); au 2 de gueules à cins gerbes d'or; au 3 d'argent à deux loups passant de sable, l'un sur l'autre, à l'orbe de gueules chargée de huit flanchis dor (Lopez de Toledo); au 4 fascé ondé d'azur et d'argent, au chef d'or chargé en pal d'un arbre de sinople flanqué de quatre cœurs de gueules; le tout entouré d'une bordure d'azur chargée de sautoirs d'or (Mendieta-Campo).
 Devise : « Veritas et Robur »

## Histoire
« Après la Guerre de Trente Ans, la Cambre est épargnée par le passage des armées. Quatre abbesses, Marie-Ernestine de Gand-Vilain (1712-1718), Louise Dellano y Velasco (1718-1735), Benoîte Anthony (1718-1757) et Séraphine Snoy (1757-1794) mettent cette période à profit pour réaliser les transformations et les embellissements qui lui confèrent sa physionomie actuelle. »